# Georgetown (Guyana)
 For alternative betydninger, se Georgetown. (Se også artikler, som begynder med Georgetown)
Georgetown er Guyanas hovedstad og landets største by med 235.017(2024) indbyggere. Byen ligger ud til Atlanterhavet ved udmundingen af floden Demerara og har øgenavnet "Karibiens haveby". Byen tjene primært som administrativt og finansielt centrum for landet.